# Европейский маршрут E83
Европейский маршрут Е83 — европейский автомобильный маршрут категории А в Болгарии, соединяющий города Бялу и Софию. Длина маршрута — 266 км.
Маршрут проходит через города Плевен, Ябланица и Ботевград.
Е83 связан с маршрутами
| - E85 - E772 - E79 |  | - E80 - E871 |